# Hadrihalli, Hirekerur
Hadrihalli là một làng thuộc tehsil Hirekerur, huyện Haveri, bang Karnataka, Ấn Độ.